# Charles-Léon Naveau
Charles-Léon Naveau (Hollogne-sur-Geer, 8 januari 1845 - Luik, 4 juni 1923) was een Belgisch senator.

## Levensloop
Charles-Léon Naveau (niet te verwarren met de Franse senator Charles Naveau) werd gemeenteraadslid van Borgworm en van 1882 tot 1901 was hij provincieraadslid.
In 1901 werd hij liberaal senator voor het arrondissement Luik in opvolging van de overleden Gustave de Lhoneux. Hij vervulde dit mandaat tot in 1919.
Hij was ook voorzitter van de 'Cercle Libéral Progressiste de Waremme'